# 7
Évszázadok: i. e. 1. század – 1. század – 2. század
Évtizedek: i. e. 40-es évek – i. e. 30-as évek – i. e. 20-as évek – i. e. 10-es évek – i. e. 1-es évek – 1-es évek – 10-es évek – 20-as évek – 30-as évek – 40-es évek – 50-es évek
Évek: 2 – 3 – 4 – 5 –  6 – 7 – 8 – 9 – 10 – 11 – 12

## Események

### Római Birodalom
- Quintus Caecilius Metellus Creticus Silanust és Aulus Licinius Nerva Silianust (helyettese Lucilius Longus) választják consulnak.
- Augustus elégedetlen Tiberius passzivitásával az illír felkelés leverésében (Tiberius a felperzselt föld stratégiájával megakadályozta hogy a felkelők élelemhez jussanak vonulásuk során, így azok inkább hegyi erődjeikbe húzódtak) ezért Germanicust is Illyricumba küldi.
- Az illír felkelők megtámadják és visszavonulásra kényszerítik a Moesia és Asia provinciákból érkező öt légiót.
- Publius Quinctilius Varust megbízzák a Rajna és az Elba közötti Germania Magna provincia megszervezésével. Legatusként népszámlálást tart, adót vet ki és meghatározza a törzsek katonai szolgálatát, amellyel általános felzúdulást okoz a germánok között. Varus egyik kísérője Arminius, a heruszkok királyának fia, aki korábban a rómaiak germán segédcsapatait vezette.
- Rómában Tiberius utasítására elkezdik Concordia templomának újjáépítését.
- Augustus súlyosbítja utolsó élő unokájának, Agrippa Postumusnak száműzetését és erős őrizet alatt az apró Planasia szigetre küldeti.

### Kína
- Folytatódnak a felkelések Vang Mang régens ellen. Csaj Ji, Tong tartomány kormányzója császárnővé kiáltja ki Liu Hszin márkinőt. Vang Mang az év végére leveri a lázadást, Csaj Jit kivégezteti, Liu Hszin elmenekül.

## Születések
- Cnaeus Domitius Corbulo, római hadvezér
- Iulia Livia, Drusus Iulius Caesar és Livilla lánya

## Halálozások
- Athénodórosz Kananitész, sztoikus filozófus
- Glaphyra, kappadókiai hercegnő, Heródes két fiának (Alexandrosznak és Heródes Arkhelaosznak), valamint II. Juba mauretániai királynak a felesége

## Fordítás
- Ez a szócikk részben vagy egészben  az   AD 7 című angol Wikipédia-szócikk ezen változatának fordításán alapul.  Az eredeti cikk szerkesztőit annak laptörténete sorolja fel. Ez a jelzés csupán a megfogalmazás eredetét és a szerzői jogokat jelzi, nem szolgál a cikkben szereplő információk forrásmegjelöléseként.